# Conde do Refúgio

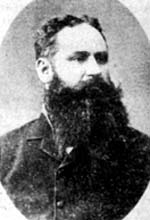
Cândido Augusto de Albuquerque Calheiros, 1.º Conde do Refúgio

Conde do Refúgio é um título nobiliárquico criado por D. Carlos I de Portugal, por Decreto de 6 de Outubro de 1891, em favor de Cândido Augusto de Albuquerque Calheiros, que teve o título mudado para 1.º Conde da Covilhã.
Titulares
1. Cândido Augusto de Albuquerque Calheiros, 1.º Conde do Refúgio, 1.º Conde da Covilhã.